# Отсман, Эльмина Петровна
Эльмина Петровна Отсман (14 ноября 1924 — 17 марта 2012) — комбайнёр Вильяндиской МТС Эстонской ССР, первая женщина-тракторист и первая женщина-комбайнёр в Эстонии. Герой Социалистического Труда (1958).

## Биография
Родилась 14 ноября 1924 года в эстонской деревне в Лужском районе Ленинградской области в семье колхозника. Эстонка. В 15-летнем возрасте стала работать прицепщицей на тракторе отца, под его руководством освоила трактор.
С началом Великой Отечественной войны вместе с отцом участвовала в перегонке тракторов в тыл — осннью-зимой 1941—1942 года совершив в составе колонны перегон от Луги до Череповца, так эвакуировалась на восток. Член КПСС с 1943 года.
В Эстонию впервые попала после освобождени Эстонии — поскольку при вступлении в партию указала что по национальности эстонка и получила приглашение по направлению ЦК КПЭ переехать туда. Эстонского языка она тогда почти не знала, да и об Эстонии тоже. Также свою роль сыграло то, что на тот момент на территории Эстонии уже проживали её сёстры — они во время войны остались в оккупации в Лужском районе Ленинградской области, откуда были вывезены гитлеровцами вместе с остальными этническими эстонцами в Эстонию, где местные житеели разобрали их в работники.
С отцом и сёстрами поселились на хуторе Каркси Вильяндского района, где с отцом стала работать на МТС.
В апреле 1948 года окончила курсы трактористов. В 1949-м окончила курсы комбайнёров — при всеобщем недоверии и удивлении, единственная женщина из тридцати обучавшихся.
Так Э.Отсман стала первой женщиной-механизатором в Эстонии, далее работая в зависимости от сезона трактористом и комбайнёром.
В первый год работы комбайнером, убрав 166 гектаров, она заработала 500 рублей, правда, заплатили ей всего 300, а 200 рублей ей пришлось заплатить за перерасход горючего.
В 1951 году в социалистическом соревновании комбайнёров вышла на первое место в республике, установила рекорд, убрав за сезон 400 гектаров зерновых, за что была в свои 26 лет награждена первым орденом — Орденом Ленина.
В 1958 году ей было присвоено звание Героя Социалистического труда, что её даже разочаровало: «Тогда я ещё не была этого достойна. Вот позже — да».
В дальнейщем стала бригадиром женской бригады механизаторов Вильяндиской МТС колхоза Тарвасту (уезд Вильянди), механизатором колхоза «Сыпрус» (Дружба) Эстонской ССР.
Более 30 лет Э.Отсман отдала любимому делу, устпев поработать не только в Эстонии, но и на Украине, куда её отправляли вместе с её комбайном. В своих воспоминаниях в дальнейшем жалела лишь о том, что не успела поработать на современных комбаиных с кабиной, лишь в последнее время работала на «Сибиряке», и что всю себя отдавая работе мало времени посвящала детям.
По её словам, если бы молодость пришлась на сегодняшний день (интервью 2000 года), она бы не знала, что делать:
Я не хочу жить для себя, как сейчас советуют. Я хотела жить на благо общества. Мне нравился колхоз, коллектив… Я хотела чего-то добиться в жизни. Мой энтузиазм был искренним… Но какая это была работа! Вокруг тебя — золотое ржаное поле, и там комбайны. Я выходила из комбайна, собирала васильки, украшала ими кабину. До сих пор по этому скучаю…
Избиралась депутатом Верховного Совет Эстонской ССР трех созывов, депутатом Верховного Совета СССР 4-го и 9-го созывов. По её инициативе и ходатайствам в сёлах Эстонской ССР строились школы и детские сады, прокладывались асфальтированные дороги между деревнями.
После обретения Эстонией независимости сразу же получила письмо за подписью Сийри Овийр, в котором говорилось, что все её привилегии отменяются. Привилегии состояли в двадцатирублевой надбавке к пенсии и в бесплатном проезде на автобусе в границах района, последней привилегией Эльмина все равно никогда не пользовалась — ей было неловко.
По состоянию на 2000 год Э.Отсман жила с семьёй в хуторе Каркси близ города Вильянди.

## Награды
- Герой Социалистического Труда (1958)[1] — «за выдающиеся успехи, достигнутые в деле развития сельского хозяйства по производству зерна, картофеля, мяса, молока и других продуктов сельского хозяйства, и внедрение в производство достижений науки и передового опыта» с вручением ордена Ленина и золотой медали «Серп и Молот».
- Также награждена двумя орденами Ленина, орденами Октябрьской Революции, Трудового Красного Знамени, «Знак Почёта», медалями.

Орден Октябрьской Революции тогдашний председатель Президиума Верховного Совета ЭССР А.Вадер вручал ей у неё дома. Эльмина Отсман заставила высокого гостя разуться: «в первый раз я вручаю орден босиком», сказал тогда Вадер.
Золотую медаль «Серп и Молот» и оба ордена Ленина ей пришлось продать в 90-е годы, когда в семье совсем не было денег.